# Albert Sarraut

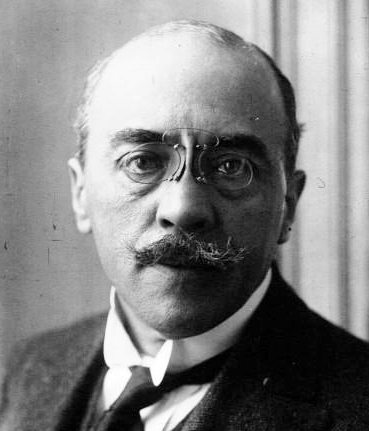
Albert Sarraut (1921)

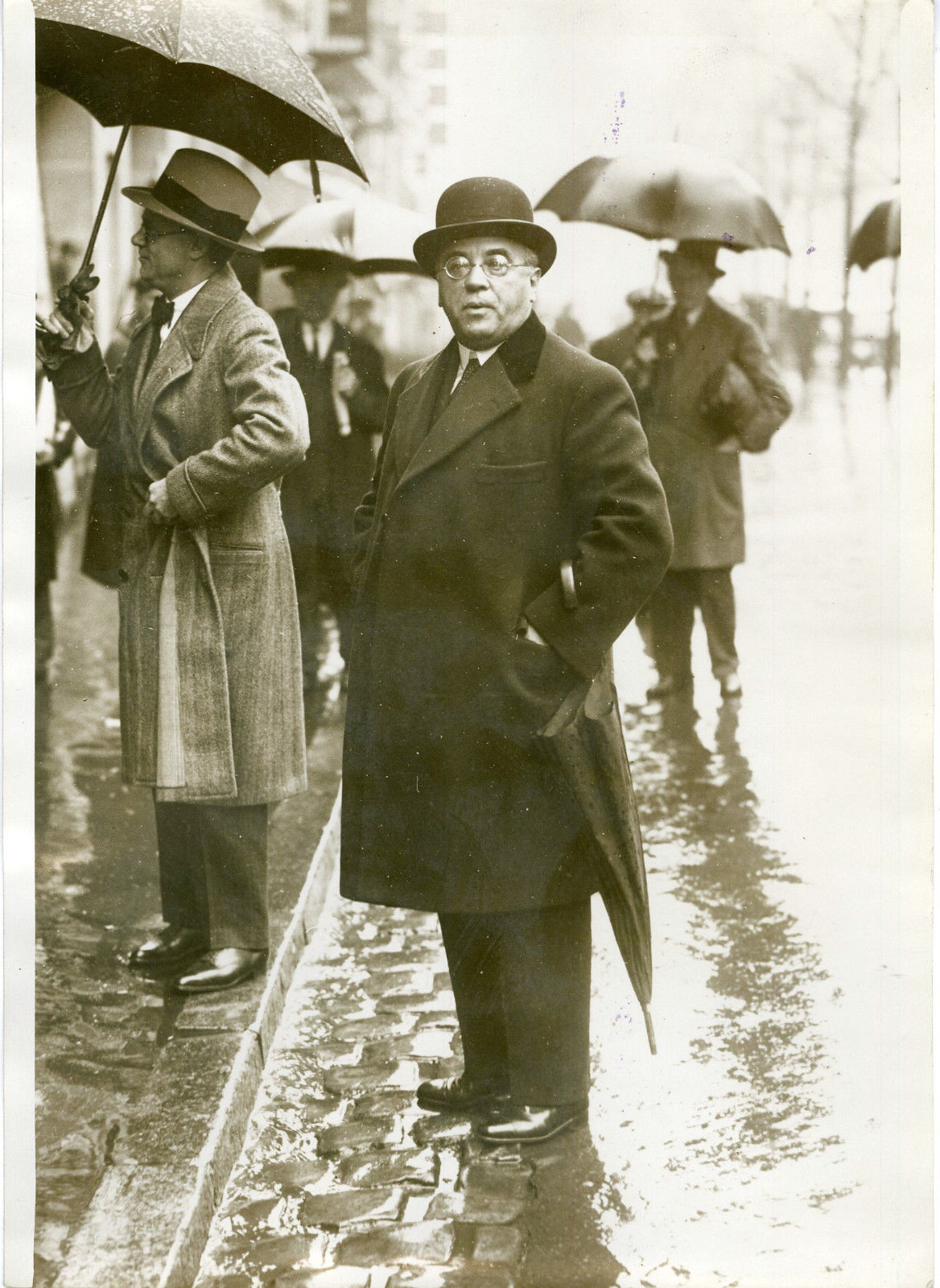
Albert Sarraut 1931 vor dem Wagram-Saal

Albert-Pierre Sarraut (* 28. Juli 1872 in Bordeaux; † 26. November 1962 in Paris) war ein französischer Jurist und Politiker. Er war zweimal Premierminister von Frankreich in der Dritten Französischen Republik (1870–1940).

## Leben
Sarraut entstammte einer Journalistenfamilie. Sein Bruder Maurice Sarraut war Herausgeber der Zeitung Dépêche de Toulouse. Nach dem Besuch des Gymnasiums in Carcassonne nahm Albert ein Studium der Rechtswissenschaft an der Universität Toulouse auf, das er mit der Promotion abschloss. Anschließend war er als Rechtsanwalt tätig.
Sarraut war Mitglied der Radikalsozialisten und saß von 1902 bis 1924 als Vertreter des Départements Aude in der französischen Abgeordnetenkammer (Chambre des députés). Im Juli 1905 stimmte er für das Gesetz zur Trennung von Kirche und Staat. Von 1912 bis 1919 war er Generalgouverneur von Französisch-Indochina. Dabei setzte er sich für eine liberalere Kolonialpolitik ein und sprach sich nach 1919 als einer der ersten Politiker für eine Unabhängigkeit von Französisch-Indochina aus; diese kam tatsächlich erst 1954 dem Indochinakrieg. Andererseits aber sprach er vor Schülern der Ecole coloniale davon, dass es kindisch sei, gegen Europas koloniale Unternehmungen Front zu machen unter Berufung auf ein „angebliches Besitzrecht oder irgendein Recht, sich gegen die übrige Welt abzukapseln, wodurch nur der nominelle Besitz ungenutzter Reichtümer in unfähigen Händen verewig würde.“
Sarraut übernahm zahlreiche Ämter in französischen Regierungen: Unterstaatssekretär im Innenministerium (1906–1909), Unterstaatssekretär im Kriegsministerium (1909–1910), Bildungsminister (1914–1915 und 1940), Kolonialminister (1920–1924 und 1932–1933), Innenminister (1926–1928, 1934, 1936 und 1938–1940), Marineminister (1930 und 1933), Minister der Kriegsmarine (1930–1931) sowie Staatsminister (1937–1938 und 1938). Vom 26. Oktober bis zum 24. November 1933 und vom 24. Januar bis zum 4. Juni 1936 amtierte er als Premierminister. Von 1926 bis 1945 war er zudem Senator für das Département Aude. Am  10. Juli 1940 stimmte er in der Assemblée nationale für die verfassungsgebenden Vollmachten für Philippe Pétain und damit für das Ende der 3. Republik.
Nach der Auflösung der Abgeordnetenkammer (Nationalversammlung) im Juli 1940 – Deutschland hatte im Westfeldzug Nordfrankreich besetzt – zog Sarraut sich aus der aktiven Politik zurück. Er übernahm, nachdem sein Bruder 1943 von der Milice française getötet worden war, die Leitung der familieneigenen Zeitung La Dépêche du Midi. Von 1944 bis 1945 war er im KZ Neuengamme interniert.
Seit 1947 war er Mitglied der Nationalversammlung der Union française, zu deren Präsidenten er 1951 gewählt wurde. 1953 wurde er als Nachfolger von David David-Weill Mitglied der Académie des Beaux-Arts. Sarraut war Ritter der Ehrenlegion und Träger des Croix de guerre.

## Werke
- La Mise en valeur des colonies françaises, Payot, Paris, 1923
- Indochine, Images du monde, Firmin Didot, Paris, 1930
- Grandeur et servitude coloniales, Éditions du Sagittaire, Paris, 1931[7]